# Pristurus
Pristurus – rodzaj jaszczurek z rodziny Sphaerodactylidae.

## Zasięg występowania
Rodzaj obejmuje gatunki występujące na Bliskim Wschodzie (Jordania, Arabia Saudyjska, Jemen, Oman, Zjednoczone Emiraty Arabskie, Bahrajn, Katar, Kuwejt i Iran), w północno-wschodniej i wschodniej Afryce (Egipt, Sudan, Erytrea, Dżibuti, Somalia, Etiopia i Kenia); jeden gatunek występuje w Afryce Zachodniej (Mauretania).

## Systematyka
Rodzaj zdefiniował w 1835 roku niemiecki przyrodnik Eduard Rüppell w publikacji własnego autorstwa dotyczącej nowych kręgowców należących do fauny Abisynii. Gatunkiem typowym jest (oznaczenie monotypowe) Pristurus flavipunctatus.

### Etymologia
- Pristurus: gr. πριστος pristos ‘przepiłowany, piłowany’, od πριστηρ pristēr, πριστηρος pristēros ‘piła’, od πριω priō ‘piłować’; ουρα oura ‘ogon’[1].
- Spatalura: gr. σπαταλη spatalē ‘rozkosz’[6]; ουρα oura ‘ogon’[7]. Gatunek typowy (oznaczenie typowe): Spatalura carteri Gray, 1863.
- Geisopristurus: gr. γεισον geison ‘dachówka’; rodzaj Pristurus Rüppell, 1835[8]. Gatunek typowy (oryginalne oznaczenie): Geisopristurus simonettai Lanza & Sassi, 1968.

### Podział systematyczny
Do rodzaju należą następujące gatunki:

- Pristurus abdelkuri Arnold, 1986
- Pristurus adrarensis Geniez & Arnold, 2006
- Pristurus ali Burriel-Carranza, Koppetsch, Garcia-Porta & Carranza, 2025
- Pristurus assareen Burriel-Carranza, Koppetsch, Garcia-Porta & Carranza, 2025
- Pristurus carteri (Gray, 1863)
- Pristurus celerrimus Arnold, 1977
- Pristurus collaris (Steindachner, 1867)
- Pristurus crucifer (Valenciennes, 1861)
- Pristurus feulneri Burriel-Carranza, Koppetsch, Garcia-Porta & Carranza, 2025
- Pristurus flavipunctatus Rüppell, 1835
- Pristurus gallagheri Arnold, 1986
- Pristurus guichardi Arnold, 1986
- Pristurus guweirensis Haas, 1943
- Pristurus insignis Blanford, 1881
- Pristurus insignoides Arnold, 1986
- Pristurus longipes Peters, 1871
- Pristurus masirahensis Tamar, Mitsi, Simó-Riudalbas, Tejero-Cicuéndez, Al-Sariri & Carranza, 2019
- Pristurus mazbah Al-Safadi, 1989
- Pristurus minimus Arnold, 1977
- Pristurus obsti Rösler & Wranik, 1999
- Pristurus omanensis Burriel-Carranza, Koppetsch, Garcia-Porta & Carranza, 2025
- Pristurus ornithocephalus Arnold, 1986
- Pristurus phillipsii Boulenger, 1895
- Pristurus popovi Arnold, 1982
- Pristurus rupestris Blanford, 1874
- Pristurus saada Arnold, 1986
- Pristurus samhaensis Rösler & Wranik, 1999
- Pristurus schneideri Rösler, Köhler & Böhme, 2008
- Pristurus simonettai (Lanza & Sassi, 1968)
- Pristurus sokotranus Parker, 1938
- Pristurus somalicus Parker, 1932